# Monodontomerus rugulosus
Monodontomerus rugulosus är en stekelart som beskrevs av Thomson 1876. Monodontomerus rugulosus ingår i släktet Monodontomerus och familjen gallglanssteklar. Arten är reproducerande i Sverige. Inga underarter finns listade i Catalogue of Life.